# Institut Paasikivi
L'institut Paasikivi (Paasikivi-Opisto) est une université populaire située dans le quartier de Kakskerta à Turku en Finlande.

## Présentation
Fondé en 1980, l'institut Paasikivi est  spécialisée dans les domaines de la culture visuelle et de la communication.  
L'institut Paasikivi est installé depuis 1980 dans des locaux du Manoir d'Harjattula.
Le campus de Turku de l'université humaniste des sciences appliquées Humak est installé dans les locaux de l'institut Paasikivi.
L'institut Paasikivi a été fondé par le Parti de la coalition nationale en 1980 à la demande de ses organisations de jeunesse évoquant le fait que d'autres grands partis avaient déjà des instituts depuis des décennies.